# 횡성군·평창군
횡성군·평창군은 대한민국의 옛 국회의원 선거구이다. 당시 강원도 횡성군과 평창군 지역을 관할했다.

## 역사
제6대 국회의원 선거를 앞두고 횡성군 선거구와 평창군 선거구가 통합되면서 신설되었다.
제9대 국회의원 선거를 앞두고 횡성군은 신설되는 원주시·원성군·홍천군·횡성군 선거구에 편입되었으며 평창군 역시 신설되는 영월군·평창군·정선군 선거구로 편입되면서 폐지되었다.

## 역대 국회의원
| 선거   | 정당 | 정당       | 의원   |
| ------ | ---- | ---------- | ------ |
| 1963년 |      | 민주공화당 | 황호현 |
| 1967년 |      | 민주공화당 | 이우현 |
| 1971년 |      | 민주공화당 | 이우현 |

## 역대 선거 결과

### 대한민국 제6대 국회의원 선거
|  | 29.83% |

|  | 18.89% |

|  | 16.17% |

|  | 15.81% |

|  | 8.74% |

|  | 5.40% |

|  | 2.90% |

|  | 2.23% |

### 대한민국 제7대 국회의원 선거
|  | 69.29% |

|  | 8.08% |

|  | 7.88% |

|  | 4.11% |

|  | 3.20% |

|  | 2.72% |

|  | 1.75% |

|  | 1.41% |

|  | 1.10% |

|  | 0.40% |

### 대한민국 제8대 국회의원 선거
|  | 55.60% |

|  | 29.52% |

|  | 6.93% |

|  | 6.90% |

|  | 1.03% |